# 대린 헨슨
대린 헨슨(Darrin Henson, 1972년 5월 5일 ~ )은 미국의 안무가, 배우이다.
브롱크스에서 태어났다.

## 영화
- 서브미션 (2018년)
- 더 콰이어 디렉터 (2018년)
- 완벽한 살인 (2018년) - 제레미아 역
- 배드 애플 (2015년)
- 초콜릿 시티 (2015년)
- 익스-프리 (2015년) - 로버트 역
- 블랙 커피 (2014년)
- 에프터 (2014년) - 앤디 역
- 더 라스트 레터 (2013년)
- 포 오브 하츠 (2013년)
- 더 매리지 크로니클스 (2012년)
- 더 라스트 폴 (2012년) - 렐 리 역
- 블러드 두 사인 마이 네임 (2010년)
- 철권 (2010년) - 레이븐 역
- 더 익스프레스 (2008년) - 짐 브라운 역
- 라이프 서포트 (2007년)
- 스톰프 더 야드 (2007년) - 그랜트 역
- 살롱 (2005년) - 마이클 역
- 사랑은 언제나 좋아 (2001년)